# Petalophthalmus macrops
Petalophthalmus macrops är en kräftdjursart som beskrevs av Tchindonova och Vereshchaka 1991. Petalophthalmus macrops ingår i släktet Petalophthalmus och familjen Petalophthalmidae. Inga underarter finns listade i Catalogue of Life.